# (5849) 1990 HF1
(5849) 1990 HF1 là một tiểu hành tinh vành đai chính. Nó được phát hiện bởi Eleanor F. Helin ở Đài thiên văn Palomar ở Quận San Diego, California, ngày 27 tháng 4 năm 1990.